# Hans Kmoch
Hans Kmoch foi um jogador, árbitro e autor de xadrez da Áustria. Como jogador, seus principais resultados em torneios internacionais incluem primeiro lugar em Debretzen (1925), terceiro em Budapeste (1926) e primeiro em Viena (1929). Participou também das Olimpíadas de xadrez nas edições de Londres (1927), Hamburgo (1930) e Praga (1931). Kmoch também organizou o Torneio de xadrez de Bled de 1931 e foi árbitro da olimpíada em Dubrovnik (1950).